# Super Robot Wars W
Super Robot Wars W (スーパーロボット大戦 W?, Sūpā Robotto Taisen Daburu) è un videogioco della serie Super Robot Wars pubblicato per Nintendo DS dalla Banpresto. È il primo titolo della serie pubblicato per Nintendo DS, e come molti videogiochi per DS, è possibile sbloccare alcuni contenuti speciali, avviando un qualsiasi videogioco del Game Boy Advance nello SLOT 2.

## Serie presenti nel gioco
- Serie originali create dalla Banpresto
- Shin Getter Robot (Versione manga, pilotato da Ryoma Nagare, Hayato Jin, e Benkei Kuruma)
- Mazinkaiser
  - Mazinkaiser: Fight to the Death! The Great General of Darkness
- Mobile Suit Gundam SEED
  - Mobile Suit Gundam SEED Astray (debutto)
  - Mobile Suit Gundam SEED X Astray (debutto)
- New Mobile Report Gundam Wing: Endless Waltz
- Mobile Battleship Nadesico
  - Mobile Battleship Nadesico the Movie - Il principe delle tenebre
- The King of Braves GaoGaiGar
  - The King of Braves GaoGaiGar FINAL
- Full Metal Panic!
  - Full Metal Panic? Fumoffu
  - Full Metal Panic! The Second Raid (debutto)
- Tekkaman Blade
  - Tekkaman Blade II (debutto)
- Detonator Orgun (debut)
- King of Beasts GoLion (debutto)